# 佐賀県立美術館
佐賀県立美術館（さがけんりつびじゅつかん）は、佐賀県佐賀市城内にある県立美術館である。佐賀県立博物館とは通路で接続する。

## 設立の経緯・運営
1970年（昭和45年）に開館した佐賀県立博物館は当初、美術館の機能も兼ね備えていた。その後、佐賀県政100年記念事業として1980年（昭和55年）に佐賀県が計画を作成、1983年（昭和58年）10月8日に開館し、博物館からその機能を移した。2014年11月 - 2015年7月には9か月を掛けて老朽化対策を兼ねた内装などの大規模な改修を行った。
佐賀県立博物館と一体運営されており、館長以下運営機構は同一である。厳密には、佐賀県による博物館事業の一分野として美術館があるという位置付けになっている。両館の差異や県立の他の博物館との棲み分けなどについては議論もある。なお、住所も同一である。

## 実績
テーマ展
- 「フランスの宝石箱 ナント美術館展」2014年1月25日–同年3月10日[5]
- 「幕末佐賀の近代化産業遺産」
  - 灘越蝶文皿（なだこし ちょうもん さら）[6]　三重津海軍所跡出土（佐賀市教育委員会蔵）
  - 佐賀藩士海外へ　幕府の使節団[7]
  - 万博に刺激を受けた使節団[8]

### GLAM施設との交流事業
収蔵する芸術家の周年に、九州各地で開かれるGLAM施設へ作品を貸し出してきた。2022年は青木繁と坂本繁二郎両名の生誕140年を迎えて美術館の交流事業を行った。

### 教育活動
展覧会を観覧する利用者に役立つ文献の紹介ほか、館員の研究活動を紹介する。
- 2009年度マイブックは、博覧会を考える基本文献。
  - 吉見俊哉『博覧会の政治学 : まなざしの近代』中央公論社〈中公新書〉、1992年9月。[注釈 1][9]
  - 2013年『童夢』[注釈 2]

学童向けの企画を行う。以下は2011年分の例。
- 夏休みこどもミュージアムへの招待
  - 「現生の動物」[13]
  - 「化石」[14]
  - 「美術の中のいきものたち」[15]
  - 「生き物のこれから」[16]

## 収蔵品の一覧（一部）

### 美術家
50音順。
- 石田英一[17]
- 大隈武夫（平成21年度）[18]
- 岡田三郎助[19][20][21][22][23]
  - 『エレガンス・オブ・ニッポン』[24]
  - 『婦人半身像・下絵』[25]
  - 『裸婦』[26][27][28][29][30]
  - 『裸婦』の絵はがき[31]
- 甲斐仁代[32]
- 久米桂一郎と父邦武[33][34][35]
- コラン、ラファエル（ラファエル・コラン）[36][37]
- 柴田是真[38]
- 立石春美[39]
- 野村昭嘉[40]
- 藤田嗣治[41]
- 武藤辰平[42]
- 森永太一郎[43]
- 山岡鉄舟[44][45][46][47]

### 工芸品
50音順。
- 『小川嶋鯨鯢合戦』[48]
- 『耕田歌』[49]
- 『七福神図』[50]
- 書跡
  - 『帰雲飛雨』額、副島種臣[51]
  - 『先憂後楽』鍋島直正[52]
- 『征韓論之図』[53]
- 緞通[54]
- 鍋島更紗（さらさ）
  - 着物　松文[55]
  - 敷物（熨斗（のし）文）[56]
- 梅花散文蒔絵 花台工芸[57]
- 仏像[58]
- 『明の官服』[59]
- 『螺鈿琵琶』[59]
- ムシオケ（製紙用具）[60]

### 博物資料
- 生物
  - トキ（剥製）[61]
  - ヘラクレスオオカブト（標本）[62]
  - ヤマノカミ[63]
- 考古学
  - 熊本山舟形石棺[64]
  - 『彦嶋神社の男神像』[65]

- 近代史
  - 『肥前国産物図考』[66][注釈 3]
  - 『深川長右衛門パリ万博持ち帰り品』[70]
  - 『米欧回覧実記』[71][注釈 4]
  - 蓄音機（ビクター社製初期型）[78]

### エピソード
2020年東京オリンピックの聖火リレーでセレブレーション会場に指定されると、スポンサー企業4社と各都道府県実行委員会がランナーを公募し、組織委員会の発表によると応募は延べ53万5717件である。聖火ランナー1万名前後が聖火リレーに参加した。

## 主な収蔵品
佐賀県にゆかりのある近現代の芸術家の絵画、彫刻、工芸品、書などを展示する。2014年3月末時点で収蔵品の点数は約3700点である。

## 付属の施設
OKADA-ROOM - 常設展示室。県出身の近代洋画家岡田三郎助がテーマ。展示替えを重ねて主な作品を展覧し功績を顕彰している。
岡田三郎助アトリエ - 館外に画家のアトリエを東京都渋谷区の旧宅から移築して復原。アトリエに接続した増築部分「女子洋画研究所」を含む。
古賀忠雄 彫刻の森 - 県出身の彫刻家古賀忠雄の作品を館外に展示している。
ギャラリー

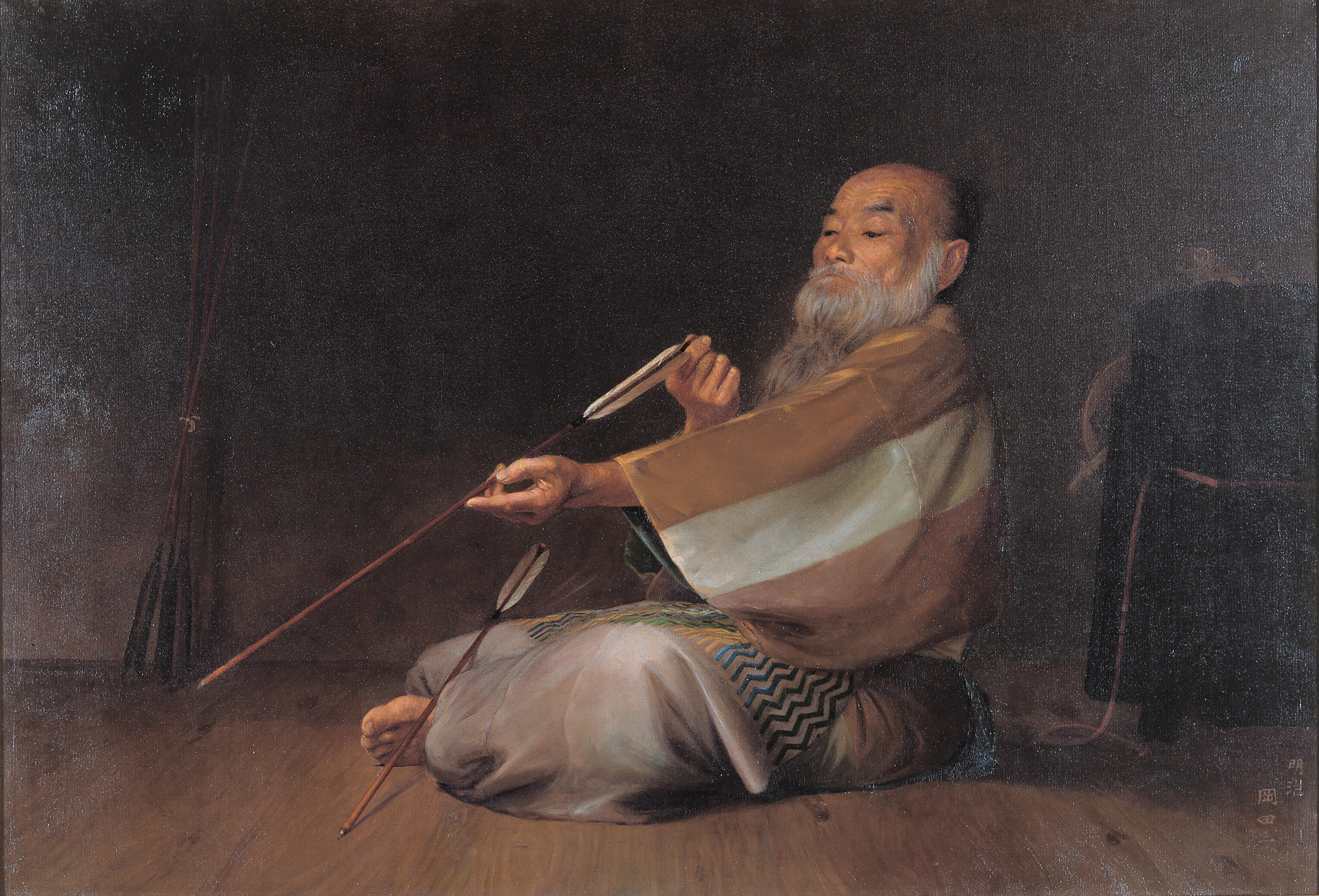
「矢調べ」岡田三郎助・1893年
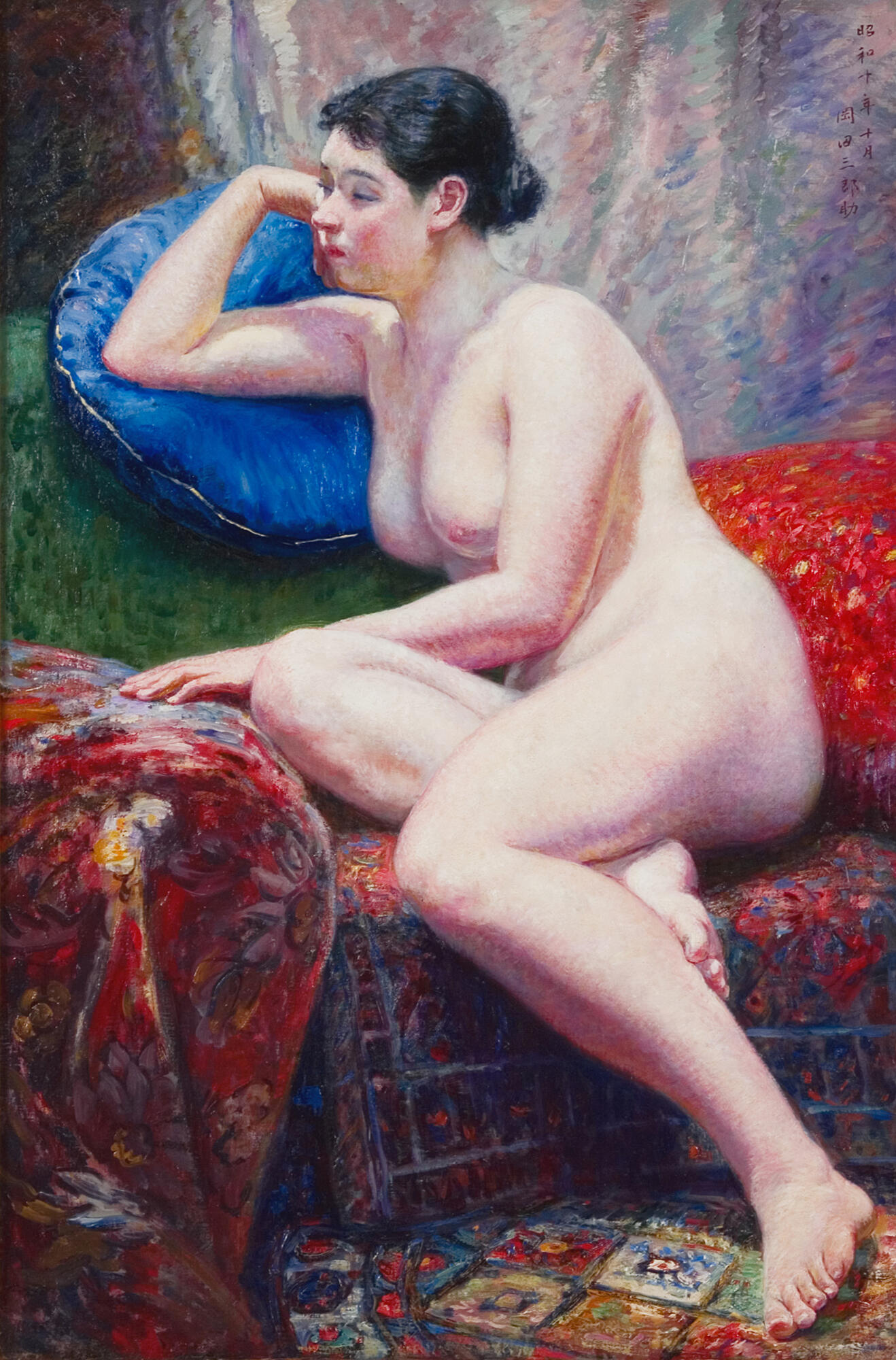
「裸婦」岡田三郎助・1935年

収蔵品の画像や概要は公式サイトの「SAGAデジタルミュージアム」ページにて検索・閲覧できる。

## 特色
施設貸出
2号・3号・4号展示室：通常は常設展を行い、展覧会などへ貸し出す。また発表会や演奏会など外部の企画を行う空間は他に2階画廊、ホール（客席は一般487席、障がい者対応5席）。
館内ビュー
Google ストリートビューの協力により、美術館入口（エントランス）から1階ホールまでの内観およびOKADA-ROOMの展示資料をホームページ上で閲覧できる。

## 基礎データ

### 所在地
佐賀県佐賀市城内1-15-23

### 開館時間
9:30 - 18:00。

### 休館日
月曜日・年末（12月29日 - 12月31日）

### 観覧料
- 常設展の観覧料は無料。
- 企画展の期間中に限り、有料（料金はその都度異なる。）
- 高校生以下および身障者・介助者は無料）[4]。

### 交通
- JR九州長崎本線佐賀駅より徒歩30分・タクシーで11分[91]。
- 同駅より佐賀市営バスで15分（「博物館前」で下車、徒歩1分）[91]
  - 路線 : 佐賀駅バスセンター1番のりば・（準急）佐賀空港線、同3番のりば・24系統平松循環線、同3番のりば・25系統広江・和崎線のいずれか[91]。
- 西九州自動車道佐賀大和インターチェンジより自動車で25分[91]

駐車場は計114台分。博物館東側の収容台数75台の施設（障がい者用3台を含む）、博物側の施設を利用可、
- 利用料は無料。
- 利用時間[92]
  - 東側　7:00 - 21:00
  - 博物側　9:00 - 20:00

### 建物
建物は2階建ての鉄筋コンクリート造である。